# Novalesa
Novalesa é uma comuna italiana da região do Piemonte, província de Turim, com cerca de 540 habitantes. Estende-se por uma área de 28,55 km², tendo uma densidade populacional de 19 hab/km². Faz fronteira com Bessans (FR - 73), Lanslebourg-Mont-Cenis (FR-73), Mompantero, Moncenisio, Usseglio, Venaus.

## Demografia
| Variação demográfica do município entre 1861 e 2011                               |
|                                                                                   |
| Fonte: Istituto Nazionale di Statistica (ISTAT) - Elaboração gráfica da Wikipedia |